# Creve Coeur (Missouri)
Creve Coeur er en amerikansk by i Saint Louis County, i staten Missouri. I 2000 havde byen et indbyggertal på 16.500.

## Ekstern henvisning
- Creve Coeurs hjemmeside (engelsk)

38°40′02″N 90°26′33″V / 38.6672°N 90.4425°V